# Mosteiro Beneditino da Virgem de Guadalupe
O Mosteiro Beneditino da Virgem de Guadalupe é um mosteiro beneditino exclusivamente feminino localizado no município de São Mateus, estado do Espírito Santo. Foi construído no início da década de 1990, como projeto do segundo bispo de São Mateus Dom Aldo.